# Diego Cardoso
Diego Cardoso Nogueira (Ribeirão Preto, 6 de março de 1994) é um futebolista brasileiro que atua como atacante. Atualmente, atua pelo Valletta FC, de Malta.

## Carreira
Revelado pelo Santos, Diego Cardoso conquistou na base o título da Copa São Paulo de Futebol Júnior em 2014, sendo artilheiro da competição com 9 gols. Já havia sido artilheiro da Copa do Brasil Sub-20 em 2013. Subiu ao profissional no mesmo ano, onde recebeu 16 oportunidades na equipe principal e fez 4 gols.
Sem emplacar uma boa sequência de partidas, acabou emprestado ao Bragantino, no segundo semestre de 2015, e depois Vila Nova, em 2016. No Bragantino, o atacante jogou apenas 4 jogos, sem marcar gols. Já no Vila Nova, ele balançou as redes 2 vezes em 14 partidas.
Em junho de 2016, voltou ao Santos e foi integrado ao Santos B, que disputava a Copa Paulista.
Em 2018, o atacante fez dez gols em 16 jogos pelo Peixe, entre os times B e sub-23.
Em janeiro de 2019, foi emprestado pelo Santos ao Guarani, onde começou em alta, marcando 7 vezes no estadual, mas perdeu espaço na sequência da temporada, ficou quase três meses sem entrar em campo e retornou na reta final para fazer gols decisivos, como o pênalti na vitória sobre o Operário que sacramentou a permanência do Bugre na Série B. No final de 2019, deixou o Guarani, onde fez 32 jogos e marcou 11 gols e foi o artilheiro do time na temporada.
Iniciou 2020 pelo Botafogo-SP, onde fez apenas 8 jogos e marcou um gol durante o Campeonato Paulista. Em agosto do mesmo ano, se transferiu para o Botev Plovdiv, da Bulgária. Em outubro do mesmo ano, foi contratado pelo Operário-PR para a Série B do Brasileiro.
No início de 2021, disputou o Paulistão pelo São Caetano. Em julho do mesmo ano, se transferiu para o Volta Redonda. Em agosto do mesmo ano, acertou com o Sampaio Corrêa para a sequência do Brasileirão da Série B.
Em 2022, disputou o Campeonato Paulista Série A2 pelo XV de Piracicaba. Em maio do mesmo ano, se transferiu para o Retrô, onde disputou o Brasileiro da Série D.
No início de 2023, acertou com o Confiança para a disputa da Pré-Copa do Nordeste, Campeonato Sergipano e Série C. Deixou o clube em julho do mesmo ano, onde fez 23 jogos e marcou 5 gols, dois anotados na Série C e três no Campeonato Sergipano.
Em julho de 2023, se transferiu para o Valletta FC, de Malta.

### Seleção Brasileira
Estava no elenco da Seleção Brasileira Sub-17 que conquistou o Sul-Americano em 2011.